# Château de la Chapelle (Champmillon)
Le château de la Chapelle, appelé aussi château de la Grande Chapelle,,, est situé dans la commune de Champmillon, en Charente, à une dizaine de kilomètres à l'ouest d'Angoulême.

## Historique
Vers 1040, le comte d'Angoulême Geoffroi Taillefer possédait plusieurs terres sur Champmillon qu'il a données à l'abbaye de Saint-Cybard. Ainsi en 1286, le cartulaire de l'abbaye fait état du fief de la Chapelle, qui donné par le sieur Gardrat (ou Gaudrat), guerrier, à l'abbaye. Jusqu'au XVIIIe siècle, les propriétaires de la Chapelle ont rendu hommage à l'abbé de Saint-Cybard.
Parmi ceux-ci, on trouve les Faligon au XVIe siècle, dont l'un était procureur fiscal à l'abbaye de Saint-Cybard durant les guerres de religion, puis, par mariage de Laetitia Faligon, au XVIIe siècle la famille Maron, propriétaire jusqu'en 1737. Cette famille est célèbre par un de ses membres, Jacques de La Croix Maron (1560-1620), seigneur de Segonzac, qui a inventé la double chauffe dans l'élaboration du cognac.
La Chapelle a ensuite appartenu par ventes successives, au XVIIIe et XIXe siècles, aux familles Marchais, Labrousse, et Durand. Au tout début du XXe siècle, le domaine a appartenu à Jean Fougerat, inventeur, pharmacien, philanthrope et viticulteur, qui possédait plusieurs propriétés dans le département.
Le château actuel a surtout été construit entre 1715 et 1780,.

## Architecture
Le bâtiment est composé de deux parties distinctes juxtaposées en longueur : le logis au sud, et la ferme viticole au nord.
Le logis est un long bâtiment à un étage avec balustrade et terrasse, flanqué de deux tours carrées couvertes en ardoise. Le tout est orienté vers l'est-sud-est et la vallée. L'ensemble est de style XVIIIe siècle, car construit à cette époque. Entouré de ses vignes, il évoque les "châteaux" du Bordelais voisin.
La terrasse de 2 500 m2 est desservie par un escalier monumental menant à une fontaine couverte.
Au nord, le corps de ferme s'organise autour d'une vaste cour carrée, et comprend écuries, chais, distillerie et logements annexes.
Le château est inscrit monument historique depuis 1976.

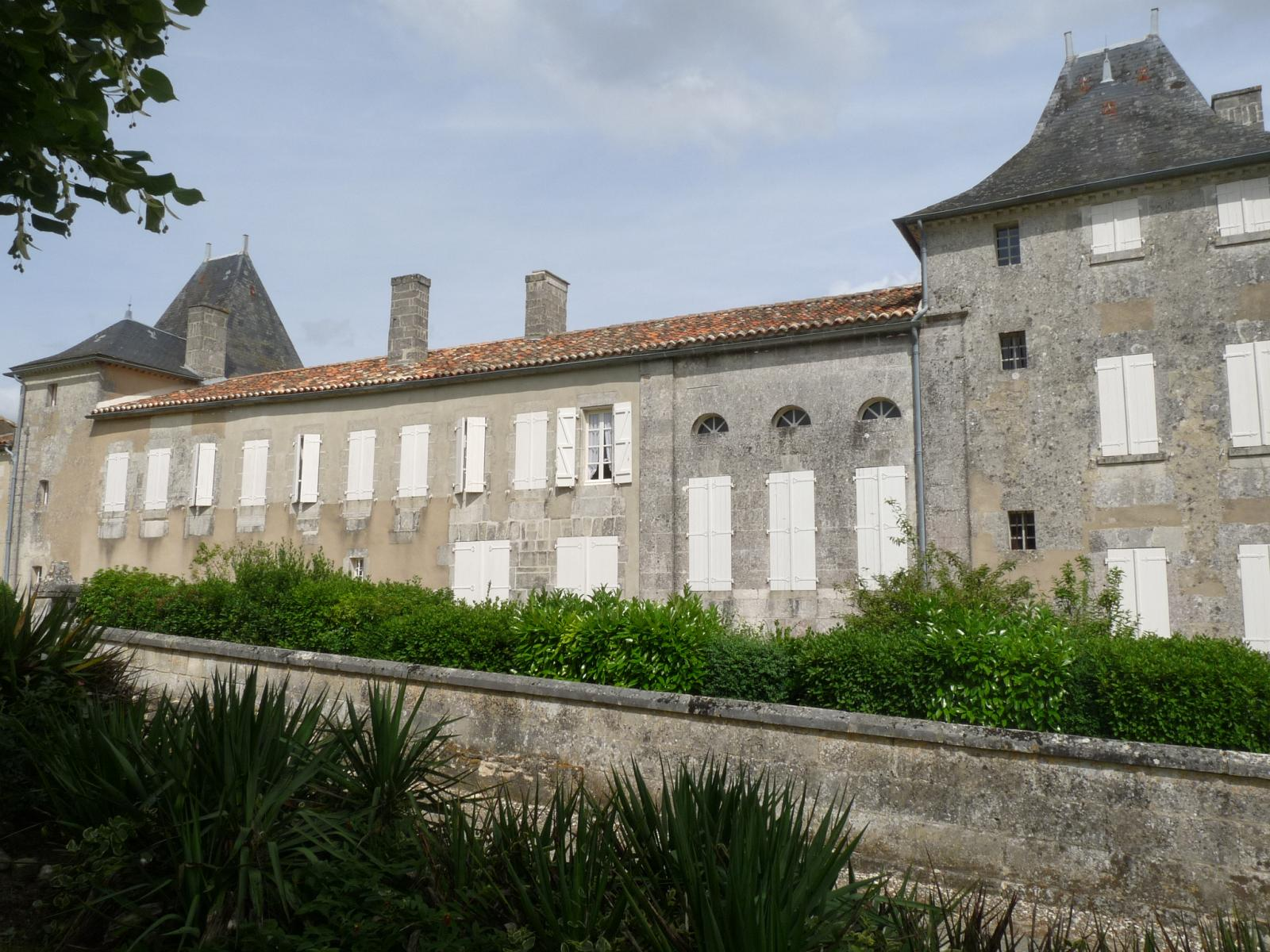
Corps de logis, vu de l'ouest.
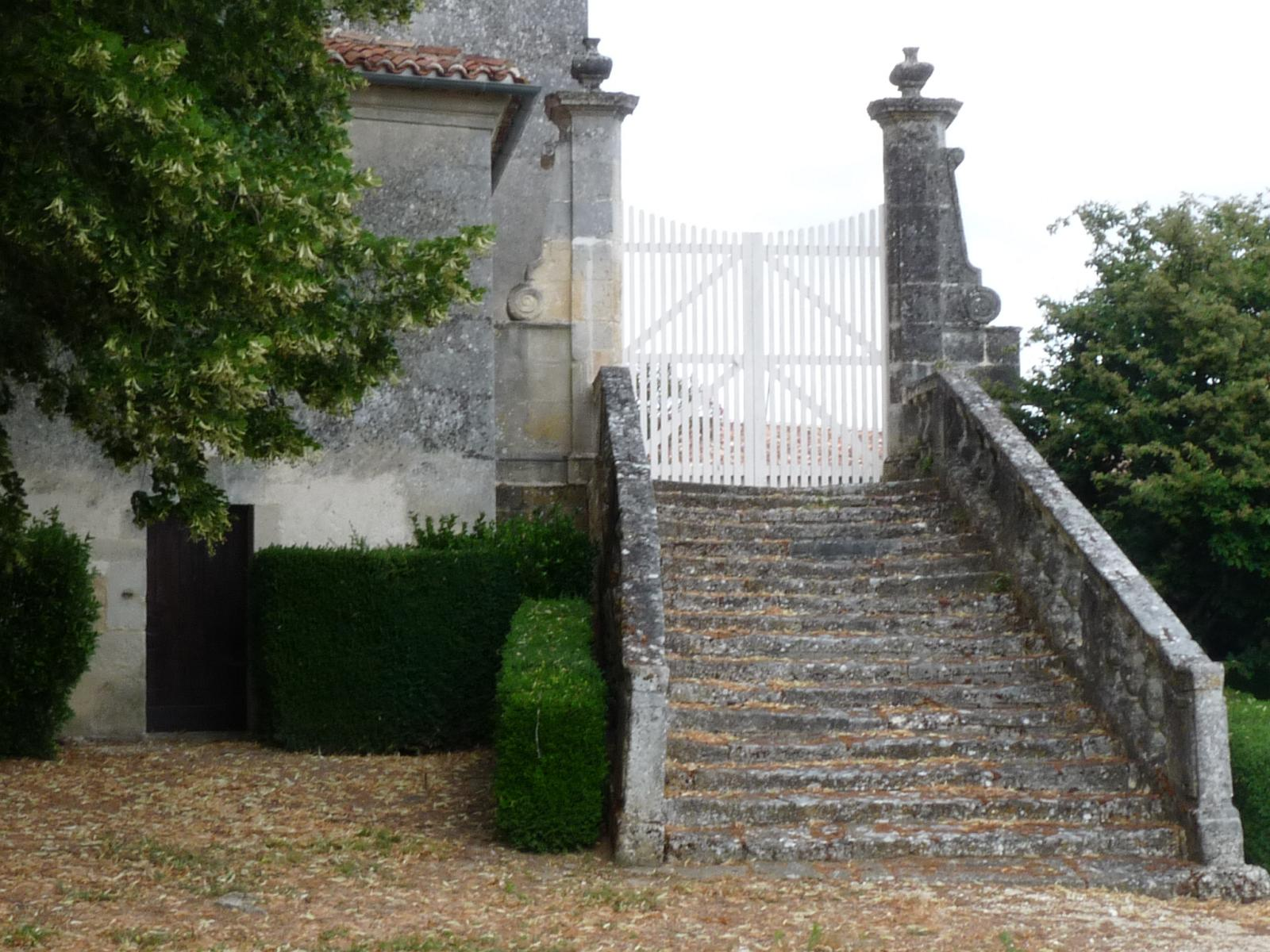
Escalier extérieur sud d'accès à la terrasse.